# Southern Literary Messenger
Southern Literary Messenger (în traducere română Mesagerul literar al Sudului):p. 4 a fost o revistă publicată în Richmond, Virginia, din august 1834 până în iunie 1864. Fiecare număr a purtat subtitlul „Devoted to Every Department of Literature and the Fine Arts” sau ceva asemănător și a conținut poezie, ficțiune, non-ficțiune, recenzii și note istorice. Ea a fost fondată de Thomas Willis White care a servit ca editor și ocazional redactor până la moartea sa în anul 1843. 
White l-a angajat pe Edgar Allan Poe în 1835 ca scriitor și critic. Alte persoane implicate în activitatea revistei au fost Matthew Fontaine Maury și ruda sa, Benjamin Blake Minor. Ea și-a încetat apariția în iunie 1864, parțial din cauza implicării orașului Richmond în Războiul Civil American.

## Istoric
Southern Literary Messenger a apărut pentru prima dată în august 1834, avându-l ca editor pe Thomas Willis White. În primul număr White a declarat că scopul  revistei era „de a stimula mândria și geniul sudului și trezirea dintr-un somn lung a eforturilor literare din această parte a țării noastre”. Acest lucru făcea referire la faptul că, în acel timp, cele mai multe reviste erau publicate în Boston, New York și Philadelphia.
Edgar Allan Poe a lucrat ca redactor pentru o perioadă de timp (vezi mai jos). După plecarea lui, White și-a reluat sarcinile redacționale înainte de angajarea locotenentului Matthew Fontaine Maury USN ca redactor din 1840 până în 1843. După moartea lui White în anul 1843, Benjamin Blake Minor a lucrat ca redactor și director din august 1843 până în octombrie 1847.
Articolele prosudiste  publicate în revistă, precum și pierderea abonamentelor, a condus la desființarea acesteia în iunie 1864. După cum s-a explicat în editorialul din acel ultim număr, presa din Richmond (și orașul în general) a fost aruncată într-un haos major din cauza Războiului Civil American.

### Redactori
- James E. Heath
- Edward Vernon Sparhawk[3]
- Edgar Allan Poe
- Lt. Matthew Fontaine Maury, U.S.N.
- Benjamin Blake Minor
- John Reuben Thompson (1823-1873), editor și proprietar din 1847 până în anul 1860
- Dr. George William Bagby

## Conținut

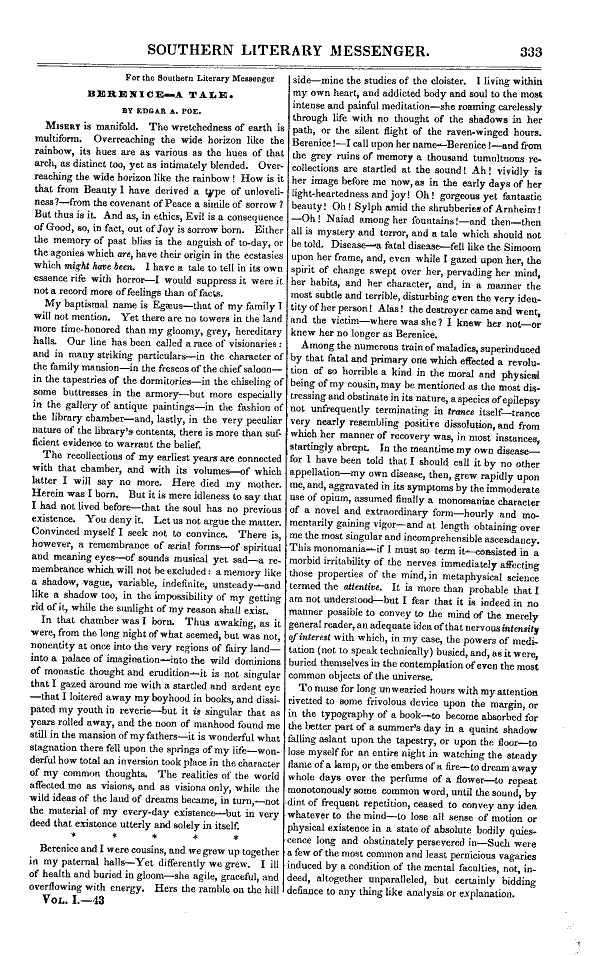
„Berenice” de Edgar Allan Poe a fost publicată în numărul din martie 1935 al Southern Literary Messenger.

Southern Literary Messenger a publicat poezii, ficțiune, non-ficțiune, traduceri, recenzii, articole juridice și note istorice despre Virginia. Fiecare număr a purtat subtitlul „Devoted to Every Department of Literature and the Fine Arts” sau o variantă a acestuia. Periodicul a fost publicat aproximativ lunar, iar cei mai mulți cititori abonați proveneau din nordul țării, dar în timp cititorii și scriitorii din sud au început să devină mai numeroși pe măsură ce tot mai mulți sudiști au scris articole pentru a fi publicate, așa cum se menționează într-un număr din 1840 al revistei Messenger. James E. Heath, primul redactor al Southern Literary Messenger a scris:
De la  prietenii noștri din Nord și din Est am primit mai multe articole decât de la oricare dintre frații noștri din Sud, fără a ne limita la propriul nostru stat. Spunem acest lucru, nu într-un spirit de reproș, ci dintr-o convingere oarecum tristă că noi, cei care trăim de partea însorită a liniei lui Mason și Dixon, nu suntem încă suficient de inspirați de un sentiment de importanță a menținerii drepturilor noastre, sau mai degrabă a reprezentării corespunzătoare a noastre în Republica Literelor.
În februarie 1861, Southern Literary Messenger a apărat mișcarea de secesiune prin publicarea unui articol al medicului William H. Holcombe, intitulat „The Alternative: A Separate Nationality, or the Africanization of the South”.

## Implicarea lui Edgar Allan Poe
Edgar Allan Poe a fost angajat ca scriitor și critic în august 1835, eventual pe baza unei recomandări făcute lui White de John Pendleton Kennedy.
O lună mai târziu, White l-a concediat pe Poe, sub falsul pretext că obișnuia să bea, dar l-a reangajat în octombrie. Prin decembrie, Poe a fost numit redactor al revistei. În timp ce lucra pentru Messenger, Poe a publicat 37 recenzii de cărților și periodice americane și străine, devenind primul critic literar din Statele Unite ale Americii.
Poe a fost mândru de realizările sale în cadrul revistei, concretizate printr-un salt major al numărului de abonați. Într-o scrisoare scrisă cu câțiva ani mai târziu, în 1844, Poe a afirmat că a început să lucreze când Messenger avea aproximativ 700 de abonați și a plecat când avea 5.500 de abonați plătitori.
Pe lângă critică literară, Poe a publicat primele sale scrieri literare faimoase în Messenger, inclusiv controversatele „Berenice” și „Morella”, precum și, în foileton, părți ale singurului său roman Aventurile lui Arthur Gordon Pym. Poe a părăsit revista începând cu numărul din ianuarie 1837, dar a contribuit cu scrieri chiar și după moartea lui White.

## Vezi și

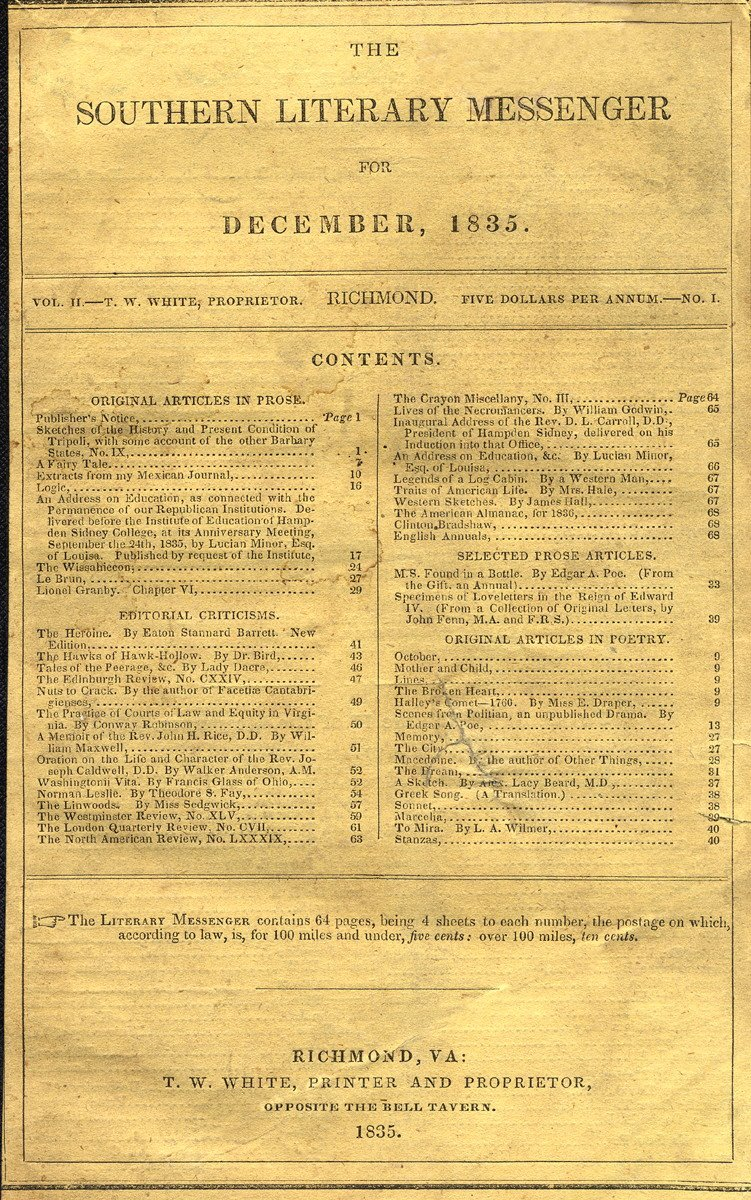
Southern Literary Messenger din decembrie 1835 conținea povestirile „Manuscris găsit într-o sticlă” și „Politian” de Edgar Allan Poe.